# Sideritis camarae
Sideritis camarae là một loài thực vật có hoa trong họ Hoa môi. Loài này được (Pau) Sennen miêu tả khoa học đầu tiên năm 1936.